# Лисовский, Георгий Ипполитович
Георгий (Юрий) Ипполитович Лисовский (псевдоним — Евгений Вадимов, 11 июня 1879, Варшава, Царство Польское — 31 декабря 1944, Варшава, Польша) — русский поэт, писатель, полковник, военно-судебный деятель. Участник Первой мировой войны, Белого движения на востоке России. Награждён орденом Святого Станислава 3 степени (06.12.1910), орденом Святого Владимира 4 степени (06.06.1915), орденом Святой Анны 2 степени (20.01.1917).

## Биография
Родился 11 июня 1879 года в городе Варшаве. Детство его прошло в городе Муроме. Георгий Лисовский учился в Николаевском кадетском корпусе и Николаевском кавалерийском училище, в 1907 году окончил Александровскую военно-юридическую академию. На службе с 31 августа 1897 года, получил чины: корнет (1898), поручик (1902), штабс-ротмистр (1906), ротмистр (1907), капитан (1908), подполковник (1910), полковник (1914). В 1899—1908 годах служил в 3-м драгунском Сумском полку.
1908—1909 — кандидат на военно-судебную должность при военном прокуроре Московского военно-окружного суда, был помощником военного прокурора Варшавского военно-окружного суда (1909—1913), а затем военным следователем Варшавского военного округа. В 1915—1916 годах Лисовский заведовал военно-судной частью штаба 9-й армии. В годы Первой мировой войны был военным прокурором во Франции при штабе 1-й Особой пехотной бригады генерала Николая Александровича Лохвицкого.
Георгий Ипполитович Лисовский — участник Первой мировой войны, Белого движения на востоке России, был награждён орденом Святого Станислава 3 степени, орденом Святого Владимира 4 степени, орденом Святой Анны 2 степени.

## В эмиграции
После Октябрьской революции остался на Западе, в 1920-е годы совершил путешествие в Сингапур и Бомбей, жил в Югославии, Франции, Сербии, Польше, к 1941 в Варшаве. Работал ночным сторожем, писал стихи, издавал книги под псевдонимом — Евгений Вадимов. Печататься начал ещё с 1910 года. Публиковал свои произведения в периодических изданиях: газеты «Наше время», «Русское слово» (Вильно), «Россия и славянство», «Славяне и Восток», «Новое время» (Белград), «Меч» (Варшава), в двухнедельном журнале «Часовой» (Париж). Георгий (Юрий) Ипполитович Лисовский является автором книг «Предатели : Беллетристический очерк» (1912), «Корнеты и звери» (Белград, 1929) и сборников стихов «К Единому» (Белград, 1930), «Где-то…» (Париж, 1930), «„Русская культура“ и другие избранные стихотворения» (Варшава, 1937), «Свет тихий» (Варшава, 1938).
Погиб в Варшаве в 1944 году.

## Награды
- Орден Святого Станислава 3 степени (1910),

- Орден Святого Владимира 4 степени (1915),

- Орден Святой Анны 2 степени (1917).